# Petrolina
Petrolina – miasto we wschodniej Brazylii, w stanie Pernambuco, nad rzeką São Francisco. W 2021 miasto liczyło ok. 359,3 tys. mieszkańców.
W mieście rozwinął się przemysł chemiczny, skórzany oraz spożywczy.